# Abelsk utvidgning
Inom matematiken är en abelsk utvidgning en Galoisutvidgning vars Galoisgrupp är abelsk. I specialfallet då Galoisgruppen är en cyklisk grupp kallas utvidgningen cyklisk.